# Dinah Craik
Dinah Maria Craik, född Mulock den 20 april 1826 i Stoke-upon-Trent i Staffordshire, död 12 oktober 1887 i Shortlands i det dåvarande grevskapet Kent, var en brittisk författare. Hon skrev ofta under namnen Miss Mulock och Mrs. Craik.
Craik skrev en mängd på sin tid mycket lästa och uppskattade romaner, varibland märks John Halifax, gentleman (3 band, 1857) och A life for a life (1859). Hon skrev även för barn och ungdom.